# Callipogon
Callipogon es un género de coleóptero polífago de la familia de los cerambícidos. La mayoría de las especies se encuentran en el Neotrópico; Callipogon relictus es la única especie paleártica. 

## Especies
- Callipogon armillatus (Linnaeus, 1867)
- Callipogon barbatum Fabricius, 1781
- Callipogon barbatus (Fabricius, 1781)
- Callipogon barbiflavum Chevrolat, 1864
- Callipogon barbiflavus Chevrolat, 1864
- Callipogon cinnamomeus Linnaeus, 1758
- Callipogon beckeri Lameere, 1904
- Callipogon lemoinei Reiche, 1840
- Callipogon luctuosum Schönherr, 1817
- Callipogon luctuosus Schönherr, 1817
- Callipogon proletarius Lameere, 1904
- Callipogon relictus Semenov, 1898
- Callipogon senex Dupont, 1832
- Callipogon sericeus Olivier, 1795
- Callipogon sericeomaculatus Aurivillius, 1897